# Xã Paxton, Quận Ross, Ohio
Xã Paxton (tiếng Anh: Paxton Township) là một xã thuộc quận Ross, tiểu bang Ohio, Hoa Kỳ. Năm 2010, dân số của xã này là 2.116 người.